# Хрисанфова, Елена Николаевна
Елена Николаевна Хрисанфова (14 мая 1927, Москва — 18 октября 2003, там же) — советский и российский антрополог, специалист в области эволюционной, функциональной и медицинской антропологии. Доктор биологических наук, профессор МГУ имени М. В. Ломоносова.

## Биография
Родилась в Москве 14 мая 1927 года, в 1951 году окончила биолого-почвенный факультет МГУ.
В 1954 году защитила кандидатскую диссертацию «Соотношение мозгового и лицевого отделов черепа у человека, ископаемых гоминид и узконосых обезьян в связи с проблемой антропогенеза», в 1969 году — докторскую диссертацию «Палеоморфология и формирование посткраниального скелета человека». Ученица М. А. Гремяцкого.
Профессор кафедры антропологии биологического факультета МГУ в 1973—2003 годах. Курсы лекций по медицинской, эволюционной, соматической и функциональной антропологии, морфологии скелета, по палеонтологии приматов.
Умерла 18 октября 2003 года в Москве.

## Научная деятельность
Занималась теоретическими вопросами антропогенеза и эволюционной морфологии скелета, эндокринологическими аспектами эволюции человека.
Исследовала внутреннее строение скелета приматов и гоминид, роль данной системы признаков в филогенетических и таксономических построениях. Ввела в научный оборот некоторые находки ископаемого человека верхнего и среднего палеолита на Восточно-Европейской равнине (Самара, Сунгирь, Романково).
Изучала закономерности роста человека, связь эндокринной формулы (набора индивидуальных показателей активности эндокринных желез) с морфофенотипами основных координат телосложения, а также биотипологические значения крайних вариантов нормы. Доказывала наличие индивидуальных эндокринных типов, подготовила типологию эндокринной формулы половых гормонов. Исследовала гормональный статус человека в связи с экологией и этносом среди этнотерриториальных групп в некоторых странах СНГ, включая Россию, Таджикистан и Узбекистан.
Е. Н. Хрисанфова совместно с И. В. Перевозчиковым является автором учебника для вузов «Антропология», который выдержал 4 издания (последнее — в 2005 году).

## Труды
Подготовила более 150 публикаций, включая 9 монографий, 5 учебников и учебных пособий, в том числе:
- Теоретические вопросы изменчивости позвоночника и грудной клетки человека (1962)
- Эволюция структуры длинных костей человека (1967)
- Эволюционная морфология скелета человека (1978)
- Проблемы биологии человека (в соавторстве с П. М. Мажуга[укр.], 1980)
- Сунгирь. Антропологическое исследование (соавтор, 1984)
- Конституция и биохимическая индивидуальность человека (1990)

Учебники и справочники
- Анатомия человека: Практические занятия для студентов заочных и вечерних отд-ний биолог. фак. гос. ун-тов (в соавторстве с М. А. Гремяцким, 1965)
- Скелет // Большая советская энциклопедия : [в 30 т.] / гл. ред.  А. М. Прохоров. — 3-е изд. — М. : Советская энциклопедия, 1969—1978. (соавтор статьи, 1976)
- Человек // Большая советская энциклопедия : [в 30 т.] / гл. ред.  А. М. Прохоров. — 3-е изд. — М. : Советская энциклопедия, 1969—1978. (соавтор статьи, 1978)
- Антропология (в соавторстве с И. В. Перевозчиковым, 1991), учебник трижды переиздан: в 1999, 2002, 2005.
- Основы геронтологии: Антропологические аспекты: учебник для студентов вузов (1999). ISBN 5-691-00398-4
- Антропологический словарь / Институт археологии РАН и др. ISBN 5-946603-046-9 (соавтор, 2003)

Статьи
- Эволюция соотношений мозгового и лицевого отделов черепа в семействе Hominidae // Советская антропология, 1958. Вып. 3.
- Таксономическое значение медуллярного указателя длинных костей скелета гоминид // Современная антропология. М.: Изд. Московского ун-та, 1964. С. 169—179.
- Внутренняя структура длинных костей и ее значение для эволюционной морфологии человека. // Архив анатомии, гистологии и эмбриологии. — 1967. — Т. LIII. Вып. 11. С. 47—52.
- Анализ морфологической изменчивости посткраниального скелета человека с точки зрения этапов его формирования // Труды VII международного конгресса антропологических и этнографических наук. М., 1968. Т. 3. С. 413—417.
- Половые стероиды и общее биологическое развитие в пубертатном периоде (динамические исследования) / Хрисанфова Е. Н., Эльгурт Г. М. // Вопросы антропологии. 1976. Вып. 52. С. 36—52.
- Антропологические аспекты изучения адреналовой фазы онтогенеза / Хрисанфова Е. Н., Бец Л. В. // III Конгресс этнографов и антропологов России (М., 8-11 июня 1999 г.): Тез. докл. М., 1999. С. 147—148.
- Антрополого-эндокринологические исследования как способ познания биосоциальной природы человека (историческая филогения) // Международная конференция «Антропология на пороге III тысячелетия». М.: Старый сад, 2003. — Т. 2. — С. 67—85.
- Критические этапы гормональной перестройки в онтогенезе человека: опыт конституционального подхода // Вестник антропологии. Альманах. М., 2003. Вып. 10. С. 159—175.

Научно-популярные публикации
- Сорок тысяч лет спустя : [Об эволюции человечества. Беседа с проф. Е. Н. Хрисанфовой / Записал И. Юрченко]. Советская Россия, 24 декабря 1978.
- Очерки эволюции человека / Е. Н. Хрисанфова, П. М. Мажуга. — Киев : Наук. думка, 1985. — 135 с. — (Науч.-попул. лит.)
- От вероятного — к очевидному / П. М. Мажуга, Е. Н. Хрисанфова. — 2-е изд., доп. — Киев : Молодь, 1989. — 161 c. — (Сер. «Поиск». Идеи, достижения, пробл. и перспективы); ISBN 5-7720-0259-7